# Mitra papalis
Mitra papalis é uma espécie de molusco gastrópode marinho da família Mitridae, classificada por Linnaeus, em 1758, com a denominação de Voluta papalis, na sua obra Systema Naturae.

## Descrição e hábitos
Mitra papalis atinge pouco mais de 15 centímetros de comprimento quando desenvolvida. Sua concha pesada possui uma série de nódulos na parte superior das voltas mais desenvolvidas de sua espiral (espiral coronada). Columela com cinco dobras que a acompanham por todo o interior da espiral. Superfície da concha branca com inúmeras ranhuras e pequenas manchas vermelhas escuras, mais ou menos espaçadas. Coroações (nódulos da espiral) brancas e abertura da concha de coloração creme.
Os moluscos do gênero Mitra são caramujos carnívoros e predadores que vivem sob a areia. Mitra papalis vive sob detritos de coral em profundidades de 1 até 30 metros.

## Distribuição geográfica
Esta espécie é encontrada por toda a região do Indo-Pacífico e Pacífico Ocidental.